# Duchang (socken i Kina)
Duchang (kinesiska: 都昌街道, 都昌) är en socken i Kina. Den ligger i provinsen Shandong, i den östra delen av landet, omkring 210 kilometer öster om provinshuvudstaden Jinan. Antalet invånare är 99 909. Befolkningen består av 49 563 kvinnor och 50 346 män. Barn under 15 år utgör 14,0 %, vuxna 15-64 år 74 %, och äldre över 65 år 10,0 %.
Genomsnittlig årsnederbörd är 689 millimeter. Den regnigaste månaden är juli, med i genomsnitt 232 mm nederbörd, och den torraste är januari, med 10 mm nederbörd.